# Battaglia di Harzhorn
La battaglia di Harzhorn o di Kalefeld è il nome dato a uno scontro militare ricostruito a partire dai ritrovamenti archeologici effettuati presso la collina di Harzhorn, fra le odierne città di Kalefeld e Bad Gandersheim, a circa 100 km a sud di Hannover, nella Bassa Sassonia. La battaglia si svolse agli inizi del III secolo tra un esercito romano e delle tribù germaniche, e va ricondotta alle campagne germaniche dell'imperatore Alessandro Severo o di Massimino il Trace, risalenti al 235 circa.
La scoperta della battaglia, di cui non c'è traccia nelle fonti storiche, è avvenuta nel 2008 ed è di rilevante interesse perché dimostra come i Romani condussero guerre contro le tribù germaniche molto più a lungo di quanto non si pensasse, e molto più in profondità e lontani dal limes convenzionale dell'impero.
Il rinvenimento del luogo di battaglia è avvenuto casualmente quando alcuni appassionati di resti archeologici, in cerca di reperti di un forte medioevale, scoprirono punte di lance, resti di cavalli e ramponi di età molto anteriore a quella che stavano ricercando. Il campo di battaglia, che copre diversi chilometri quadrati, è attualmente ancora in fase di scavo. Le monete romane trovate presso il sito indicano una probabile data della battaglia inclusa tra i regni degli imperatori romani Alessandro Severo (222-235), o Massimino il Trace (235-238). Gli archeologi ritengono questo campo di battaglia come una scoperta di straordinaria importanza scientifica. Insieme al sito archeologico del campo di battaglia di Kalkriese e gli accampamenti romani di Bentumersiel e Hedemünden, questo di Harzhorn è uno dei pochi siti archeologici romani nel nord della Germania.

## Contesto storico
I ritrovamenti numismatici, risalenti ai regni degli imperatori Caracalla (211-217) e Alessandro Severo (222-235) collocano temporalmente la battaglia nel secondo quarto del III secolo, tra la fine della dinastia dei Severi e l'inizio della crisi del III secolo. Tra il 193 e il 235, l'Impero romano fu governato dalla dinastia africano-siriaca dei Severi, che diede una certa stabilità all'impero tra la fine della dinastia antonina e il periodo turbolento della crisi del III secolo (235-284 circa). Con l'assassinio dell'ultimo imperatore severiano, Alessandro Severo, l'ascesa al trono del suo successore Massimino il Trace, un comune soldato, segnò l'inizio di un periodo di instabilità: nei successivi 50 anni, vi furono una ventina di pretendenti al trono dell'impero, che fu attaccato dai barbari dall'esterno e persino diviso in tre parti dai conflitti interni.
La Historia Augusta, che è una raccolta tardo romana di biografie degli imperatori romani, afferma che Massimino il Trace nella guerra contro le tribù germaniche marciò con le sue truppe a nord da Moguntiacum da 300 (Trecenta) a 400 (Quadringenta) miglia romane in pieno territorio nemico. Fino ad oggi questo fatto è stato ritenuto poco probabile dagli storici, e il percorso fu modificato in "triginta" e "quadraginta" (da 30 a 40 miglia). Il numismatico Frank Berger fa risalire la battaglia tra il 230 e il 235.

## Battaglia
I ritrovamenti sul campo di battaglia consistono in circa 1500 manufatti collegabili con l'equipaggiamento del legionario romano. Poiché le tribù germaniche utilizzavano parte dell'equipaggiamento romano, si era suggerito inizialmente che lo scontro fosse avvenuto tra due gruppi germanici; il successivo ritrovamento di manufatti collegabili con lo scorpione e la cheiroballistra ha invece rivelato che lo scontro coinvolgeva truppe romane, le sole ad utilizzare queste artiglierie.
Secondo gli studiosi, le truppe romane composte dalla Legio IIII Flavia Felix e da truppe ausiliarie provenienti da nord, stavano tornando dal bassopiano germanico verso i loro acquartieramenti di Mogontiacum, quando trovarono il passo di Harzhorn sbarrato da un grande numero di Germani arroccati su una collina. Qui i legionari dovettero combattere per attraversarlo utilizzando la propria artiglieria e, stando ai ritrovamenti, l'attacco condotto su due lati della collina fu cruento, ma alla fine ebbe successo.

## Il campo di battaglia

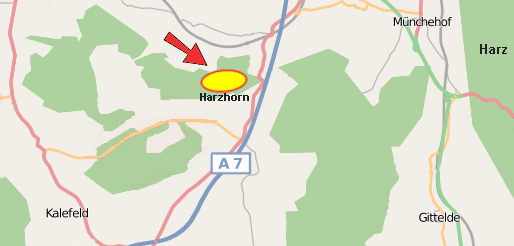
Il campo di battaglia

Nel 2000, alcuni archeologi dilettanti muniti di cercametalli scoprirono diversi manufatti all'Harzhorn, mentre cercavano una fortezza medioevale; quando scoprirono che uno di quelli disseppelliti era un ipposandalo romano, riportarono la notizia agli archeologi della contea di Northeim.
Il campo di battaglia si trova sul versante orientale di una serie di colline che vanno da est a ovest a partire dalle montagne dell'Harz; il suo attraversamento in direzione nord-sud è possibile solo attraverso uno stretto passo, per cui passava un'antica via commerciale e la moderna Bundesautobahn 7. I manufatti non sono stati ritrovati nel passo, ma sul versante collinare dell'Harzhorn, che si trova immediatamente ad oriente del passo; le pareti rocciose immediatamente a settentrione sono molto scoscese e praticamente impenetrabili, rendendo il posto molto adatto per un agguato.